# Seznam vodopádů v Praze
Seznam vodopádů v Praze zahrnuje přírodní a umělé vodopády a kaskády na pražských tocích a v pražských parcích. Je řazen podle katastrů a nemusí být úplný.

## Seznam

### Přírodní vodopády a kaskády
| Vodopád                   | Fotografie                                                    | Katastr                                          | Vodní tok       | Výška m | Průtok l/s | Poznámka                  |
| ------------------------- | ------------------------------------------------------------- | ------------------------------------------------ | --------------- | ------- | ---------- | ------------------------- |
| Kaskády pod Bendovkou     | Kategorie „Waterfall in Podhořský potok“ na Wikimedia Commons | Bohnice 50°7′48,15″ s. š., 14°24′15,04″ v. d.    | Podhořský potok |         |            | Černá rokle pod Bendovkou |
| Vodopád v Modřanské rokli | Kategorie „Waterfalls in Lhotský potok“ na Wikimedia Commons  | Cholupice 49°59′54,68″ s. š., 14°27′11,58″ v. d. | Lhotský potok   | 2,3     | 10         | Modřanská rokle           |
| Kaskády v Modřanské rokli | Kategorie „Waterfalls in Lhotský potok“ na Wikimedia Commons  | Cholupice 49°59′56,65″ s. š., 14°27′15,53″ v. d. | Lhotský potok   |         |            | kaskáda je blíž soutoku   |

### Umělé vodopády a kaskády
| Vodopád                           | Fotografie                                                             | Katastr                                         | Výška m | Průtok l/s | Poznámka                                                                         |
| --------------------------------- | ---------------------------------------------------------------------- | ----------------------------------------------- | ------- | ---------- | -------------------------------------------------------------------------------- |
| Vodopád ve Vrchlického sadech (†) |                                                                        | Nové Město 50°4′59,66″ s. š., 14°26′2,32″ v. d. | 5 m     |            | zaniklý; Vrchlického sady, umělý vodopád u jezírka                               |
| Vodopády v Kinského zahradě (2)   | Kategorie „Waterfall in Kinského zahrada“ na Wikimedia Commons         | Smíchov 50°4′40,58″ s. š., 14°23′53,31″ v. d.   | 3,5 4   |            | Kinského zahrada, dva umělé vodopády u jezírka                                   |
| Vodopád v Sadech na Skalce        |                                                                        | Smíchov 50°4′0,85″ s. š., 14°24′3,13″ v. d.     | 7 m     |            | Sady Na Skalce, jezírko s vysokou umělou skálou, po které stéká mírný proud vody |
| Vodopád v ZOO Praha               |                                                                        | Troja 50°7′8,16″ s. š., 14°24′18,86″ v. d.      |         |            | Zoo Praha, umělý vodopád                                                         |
| Kaskáda v Havlíčkových sadech     | Kategorie „Waterfall in Havlíčkovy sady (Prague)“ na Wikimedia Commons | Vinohrady 50°4′10,64″ s. š., 14°26′33,05″ v. d. |         |            | Havlíčkovy sady, umělý vodopád u jezírka                                         |

### Ostatní
| Vodopád                     | Fotografie                                                   | Katastr                                            | Vodní tok                | Výška m | Průtok l/s | Poznámka                                                                          |
| --------------------------- | ------------------------------------------------------------ | -------------------------------------------------- | ------------------------ | ------- | ---------- | --------------------------------------------------------------------------------- |
| Kaskáda v Malé Chuchli      | Kategorie „Vodopád v Malé Chuchli“ na Wikimedia Commons      | Malá Chuchle 50°1′28,52″ s. š., 14°23′26,33″ v. d. | Mariánsko-Lázeňský potok |         |            | potok kaskádou překonává uměle vytvořenou překážku při stavbě Chuchelského tunelu |
| Vodopád na Písnickém potoce | Kategorie „Waterfall in Písnický potok“ na Wikimedia Commons | Písnice 49°59′48,38″ s. š., 14°27′40,19″ v. d.     | Písnický potok           |         |            |                                                                                   |